# REDengine
REDengine é um motor de jogo desenvolvido pela CD Projekt Red exclusivamente para seus RPGS eletrônicos não lineares. É a substituição do Aurora Engine que a CD Projekt Red tinha anteriormente licenciado pela BioWare para o desenvolvimento de The Witcher.

## Recursos
O REDengine é portátil entre plataformas de software de 32 e 64 bits e é executado no Microsoft Windows. O REDengine foi usado pela primeira vez em The Witcher 2: Assassins of Kings para o Microsoft Windows. O REDengine 2, uma versão atualizada do REDengine usado em The Witcher 2, também roda no Xbox 360 e no OS X e Linux, no entanto, esses portes foram criados usando uma camada de compatibilidade semelhante ao Wine, chamada eON. O REDengine 3 foi projetado exclusivamente para uma plataforma de software de 64 bits e também roda no PlayStation 4 e Xbox One.

## Versões

### REDengine 2
O REDengine 2 utilizou middleware como Havok para física, Scaleform GFx para a interface do usuário e FMOD para áudio. O motor foi usado no porte para Xbox 360 de The Witcher 2.

### REDengine 3
O REDengine 3 foi projetado para rodar exclusivamente em uma plataforma de software de 64 bits. A CD Projekt Red criou o REDengine 3 com o objetivo de desenvolver ambientes de jogos eletrônicos de mundo aberto, como os de The Witcher 3: Wild Hunt.
Introduz melhorias nas animações faciais e outras. Os efeitos de iluminação não sofrem mais com a taxa de contraste reduzida. O REDengine 3 também suporta efeitos volumétricos, permitindo a renderização avançada de nuvens, névoa, neblina, fumaça e outros efeitos de partículas. Também há suporte para texturas e mapeamentos de alta resolução, bem como física dinâmica e um sistema avançado de sincronização labial de diálogo. No entanto, devido a limitações no fluxo de texturas, o uso de texturas de alta resolução nem sempre pode ser o caso.
O REDengine 3 possui um renderizador flexível preparado para pipelines diferidas ou avançadas + renderizadas. O resultado é uma ampla variedade de efeitos cinematográficos, incluindo profundidade de visão bokeh, grade de cores e reflexos de lente associados à iluminação múltipla.
O sistema de terreno no REDengine 3 utiliza tessellation e camadas de materiais variados, que podem ser facilmente misturados.

### REDengine 4
Cyberpunk 2077 usará o REDengine 4, a próxima iteração do REDengine.
Ele apresenta suporte para iluminação global rastreada por raios e outros efeitos, e essa técnica estará disponível no Cyberpunk 2077.

## Jogos usando REDengine
| Título                                             | Plataformas       | Data de lançamento     | Referências |
| REDengine 1                                        | REDengine 1       | REDengine 1            | REDengine 1 |
| -------------------------------------------------- | ----------------- | ---------------------- | ----------- |
| The Witcher 2: Assassins of Kings                  | Microsoft Windows | 17 de maio de 2011     |             |
| The Witcher 2: Assassins of Kings                  | macOS             | 17 de maio de 2011     |             |
| REDengine 2                                        |                   |                        |             |
| The Witcher 2: Assassins of Kings Enhanced Edition | Microsoft Windows | 17 de abril de 2012    |             |
| The Witcher 2: Assassins of Kings Enhanced Edition | Xbox 360          | 17 de abril de 2012    |             |
| The Witcher 2: Assassins of Kings Enhanced Edition | macOS             | 17 de abril de 2012    |             |
| The Witcher 2: Assassins of Kings Enhanced Edition | Linux             | 17 de abril de 2012    |             |
| REDengine 3                                        |                   |                        |             |
| The Witcher 3: Wild Hunt                           | Microsoft Windows | 19 de maio de 2015     | [ 10 ]      |
| The Witcher 3: Wild Hunt                           | Playstation 4     | 19 de maio de 2015     | [ 10 ]      |
| The Witcher 3: Wild Hunt                           | Xbox One          | 19 de maio de 2015     | [ 10 ]      |
| The Witcher 3: Wild Hunt - Complete Edition        | Nintendo Switch   | 15 de outubro de 2019  | [ 11 ]      |
| REDengine 4                                        |                   |                        |             |
| Cyberpunk 2077                                     | Microsoft Windows | 10 de dezembro de 2020 | [ 12 ]      |
| Cyberpunk 2077                                     | Playstation 4     | 10 de dezembro de 2020 | [ 12 ]      |
| Cyberpunk 2077                                     | Xbox One          | 10 de dezembro de 2020 | [ 12 ]      |
| Cyberpunk 2077                                     | Playstation 5     | 10 de dezembro de 2020 | [ 12 ]      |
| Cyberpunk 2077                                     | Stadia            | 10 de dezembro de 2020 | [ 12 ]      |
| Cyberpunk 2077                                     | Xbox Series X/S   | 10 de dezembro de 2020 | [ 12 ]      |